# Miocardiopatia alcolica
Per miocardiopatia alcolica in campo medico si intende una malattia cardiaca dovuta ad un abuso di alcool; si tratta di una particolare forma di cardiomiopatia dilatativa.

## Sintomatologia
I sintomi e i segni clinici manifestati sono dispnea, ortopnea, astenia, anoressia, epatomegalia, angina, sincope, depressione, fibrillazione atriale, dispnea parossitica notturna, tachicardia. Inoltre le estremità del corpo al contatto appaiono di temperatura molto inferiore al normale. Il cuore appare ingrossato mentre la gittata cardiaca viene a diminuirsi.

## Eziologia
La malattia è dovuta ad una prolungata assunzione di alcool, secondo studi la quantità minima assunta dall'individuo deve essere di 80g, e la durata di assunzione almeno decennale. Tale causa, anche se la più frequente non è l'unica, le altre mostrano un progressivo deterioramento morfologico.

## Esami
Diversi esami vengono effettuati per una corretta diagnosi:
- Radiografia del torace, si osserva eventuali versamenti pleurici;
- Elettrocardiogramma, dove si osservano le varie aritmie e altre anomalia del tracciato.
- Ecocardiografia
- Cateterismo cardiaco, raramente si effettua tale esame per il suo carattere invasivo, genericamente gli altri esami sono sufficienti.

## Terapie
Il trattamento è sia di tipo nutrizionale che farmacologico e nei casi più gravi chirurgico:

### Trattamento nutrizionale
Viene proibito il consumo di alcool e si deve correggere ogni possibile deficit vitaminico. Si deve poi utilizzare una dieta ricca di liquidi e di sodio

### Trattamento farmacologico
Si utilizzano vasodilatatori per facilitare la circolazione sanguigna, diuretici dell'ansa, beta-bloccanti e nei casi più gravi lo spironolattone o in alternativa l'eplerenone.

### Trattamento chirurgico
Soltanto nei casi più gravi, viene consigliato il trapianto ortotopico. Prima di agire si deve essere certi che la persona sia definitivamente uscita dalla dipendenza di alcool.

### Prognosi
Miglioramenti riscontrati nei 50% delle persone in conseguenza della scomparsa dell'assunzione, ma la mortalità, in seguito ad alcuni anni dall'insorgenza, si attesta a seconda del pronto intervento da un 40% dei casi raggiungendo quote più alte fino all'80%